# 亚历山大·溫特
亞歷山大·溫特（英語：Alexander Wendt，1958年—），國際關係之建構主義學者，現任美國俄亥俄州立大學講座教授。溫特與其他學者，諸如Nicholas Onuf、Peter J. Katzenstein、Emanuel Adler、Michael Barnett、Kathryn Sikkink、John Ruggie、Martha Finnemore等，在相當短的時間內，就將建構主義推上國際關係的主流學派。

## 著作
- 《国际政治的社会理论》（Social Theory of International Politics, 1999）
- 《量子心靈與社會科學：物理學與社會科學本體論的統一》（Quantum Mind and Social Science Unifying Physical and Social Ontology, 2015）